# Ventdelplà
Ventdelplà és una sèrie dramàtica creada per Josep Maria Benet i Jornet i produïda per Diagonal TV que es va emetre per Televisió de Catalunya durant set temporades entre el 14 de febrer de 2005 i el 17 d'octubre de 2010.
La sèrie narra com una dona que viu a Barcelona amb els seus dos fills intenta refer la seva vida en un poble després de fugir dels maltractaments del seu marit. El poble es diu Ventdelplà, i és en realitat el municipi de Breda, a la comarca de la Selva.
La majoria de les escenes exteriors de Ventdelplà han estat rodades al poble de Breda, a la comarca de la Selva. Les escenes que passen en una ciutat (Barcelona o Girona), es van rodar generalment a Sant Celoni.

## Personatges principals
- Teresa Clarís Trias: Emma Vilarasau
- Isona Delmàs Clarís: Georgina Latre
- Biel Delmàs Clarís: Carlos Cuevas
- David Estelrich: Ramon Madaula
- Martí Estelrich: Nao Albet
- Jaume Estelrich: Miquel Gelabert
- Julià Cervera: Marc Cartes
- Nuri Soler: Anna Barrachina
- Roser Figueres: Rosa Vila
- Josep Monràs: Pep Cruz
- Mònica Monràs Llorente: Mar Ulldemolins
- Ramiro González: Boris Ruiz
- Marcela Úbeda: Isabel Rocatti
- Rafa González: Pau Roca
- Dora Parramon: Imma Colomer
- Berta Costa: Rosa Gàmiz
- Llibert: Jordi Banacolocha
- Paco Espona: Jordi Martinez
- Enric Comelles: Pablo Derqui

## Personatges secundaris
- Damià Delmàs (†) : Jordi Boixaderas
- Alícia Ramoneda: Cristina Dilla
- Manel Estelrich: Marc García Coté
- Joan Estelrich: Pep Planas
- Esteve Estelrich: Ivan Benet
- Xavi Jordana: Dafnis Balduz
- Isabel Colominas: Marta Millà
- Jordi Vergés: Abel Folk
- Alba Cornadó: Paula Romeu
- Pau: Carles Francino Navarro
- Fèlix Delgado (†) : Pau Durà
- Esther Bosch: Marta Marco
- Sara: Úrsula Corberó
- Raquel Busquets: Marta Solaz
- Cristina Fillol: Clàudia Cos
- Elisabet Fillol: Anna Azcona
- Nicole: Ivana Miño
- Svetlana: Georgina Cardona
- Sergi Llopart: Lluís Marco
- Ruth Salazar: Lina Forero
- Clàudia Badia: Lluïsa Mallol
- Àlex: Llorenç González
- Gemma: Elena Tarrats
- Roger: Bernat Grau
- Lluc Espona: Eduard Gil
- Tomàs Rossinyol (†) : Francesc Orella
- Tura Rossinyol: Aida de la Cruz
- Xia-Li: Vanessa Castro
- Mercè: Victòria Pagès
- Jonàs: Oriol Puig
- Gabriel: Joaquín Daniel
- Clara Oliveres: Mònica Glaenzel
- Thaïs: Sílvia Bel
- Lali (†) : Elena Fortuny
- Benet (†) : Fèlix Pons
- Quim González: Marc Homs
- Marga Ribes (†) : Laura Conejero
- Carme Llorente: Teresa Urroz
- Genís: Eduard Farelo
- Yolanda: Alicia González Laá
- Joana (†) : Alba Sanmartí
- Miquel (†) : Francesc Albiol
- Dr. Pere Rosselló (†) : Jesús Ferrer (†)
- Ricard Trias (†) : Roger Casamajor
- Aleix Trias: Quim Vila
- Gustau/Alfons Rubió (†) : Joan Crosas
- Eloi Estelrich Clarís: Roger Camacho

## Música d'obertura
Descobreix-te, el tema musical d'obertura de la primera i la segona temporada, va ser interpretat per Gerard Quintana. A la tercera temporada, que va començar el 5 de febrer de 2007, es va canviar la imatge gràfica i la sintonia, que interpretà el cantant Víctor Estévez, sorgit d'Operación Triunfo, el qual també es va incorporar breument a l'equip d'intèrprets de la sèrie. Berta va compondre i interpretar amb Gossos Sentiràs, la sintonia de la cinquena temporada. L'última versió del tema d'obertura Descobreix-te 2010 està adaptat i interpretat per Sanjosex.

## Audiències

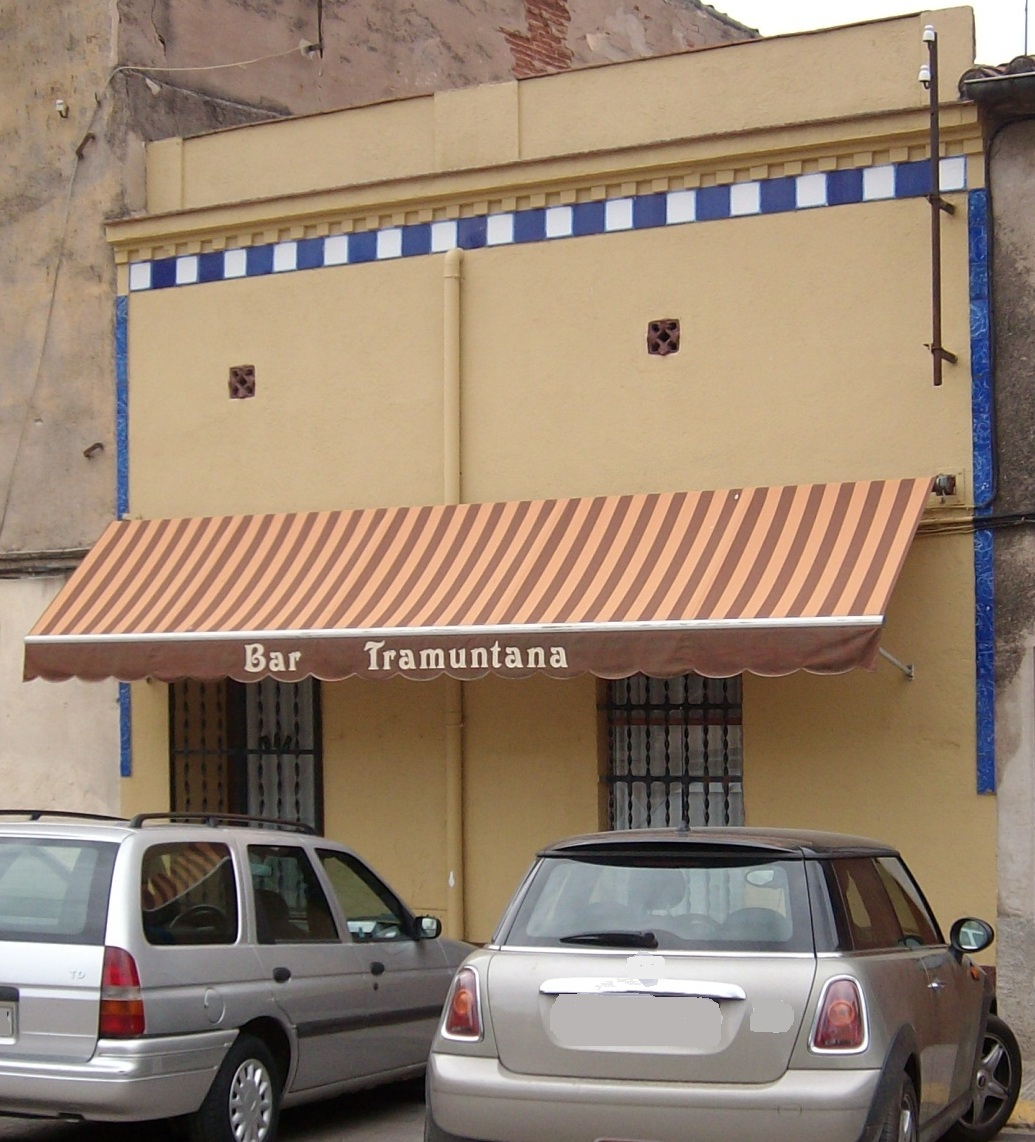
Bar Tramuntana

Audiència mitjana de cada temporada, segons Kantar Media:
| Temporada | Espectadors | Quota (%) |
| --------- | ----------- | --------- |
| Primera   | 742.000     | 25,4      |
| Segona    | 814.000     | 26,7      |
| Tercera   | 764.000     | 24,0      |
| Quarta    | 725.000     | 23,7      |
| Cinquena  | 640.000     | 21,0      |
| Sisena    | 629.000     | 20,0      |
| Setena    | 490.000     | 16,3      |

## Internacionalització
L'any 2007 la Televisión de Galicia va emetre una adaptació de la sèrie, que va rebre el nom de Valderrei.
El dilluns 4 de gener de 2010, la cadena de televisió privada bTV, de Bulgària, va estrenar la versió doblada al búlgar de Ventdelplà. També s'hi poden escoltar, per sota, les veus originals dels actors en català. Aquesta cadena va néixer l'any 2000 essent la primera cadena privada del país i trencant el monopoli de la televisió pública. Aviat es va situar com a líder d'audiència, i té una quota de pantalla d'entre el 38 i el 40%.

## Altres dades d'interès
Televisió de Galícia va emetre una adaptació de la sèrie, que va rebre el nom de Valderrei.
Molts dels actors portaven samarretes Wanda T-shirt.

## Premis
- Premi de l'Acadèmia de la Televisió al millor programa autonòmic de ficció del 2007.

## Llibres relacionats
- La cuina de Ventdelplà. Les receptes de la Marcela (2006). Diversos autors. Columna edicions. ISBN 978-84-664-0709-0.
- Isona. Diari d'una nova vida a Ventdelplà (2006). Laia Aguilar. Edicions La Galera. ISBN 84-246-2329-0.